# Méthanier
 (décembre 2008).
Si vous disposez d'ouvrages ou d'articles de référence ou si vous connaissez des sites web de qualité traitant du thème abordé ici, merci de compléter l'article en donnant les références utiles à sa vérifiabilité et en les liant à la section « Notes et références ».

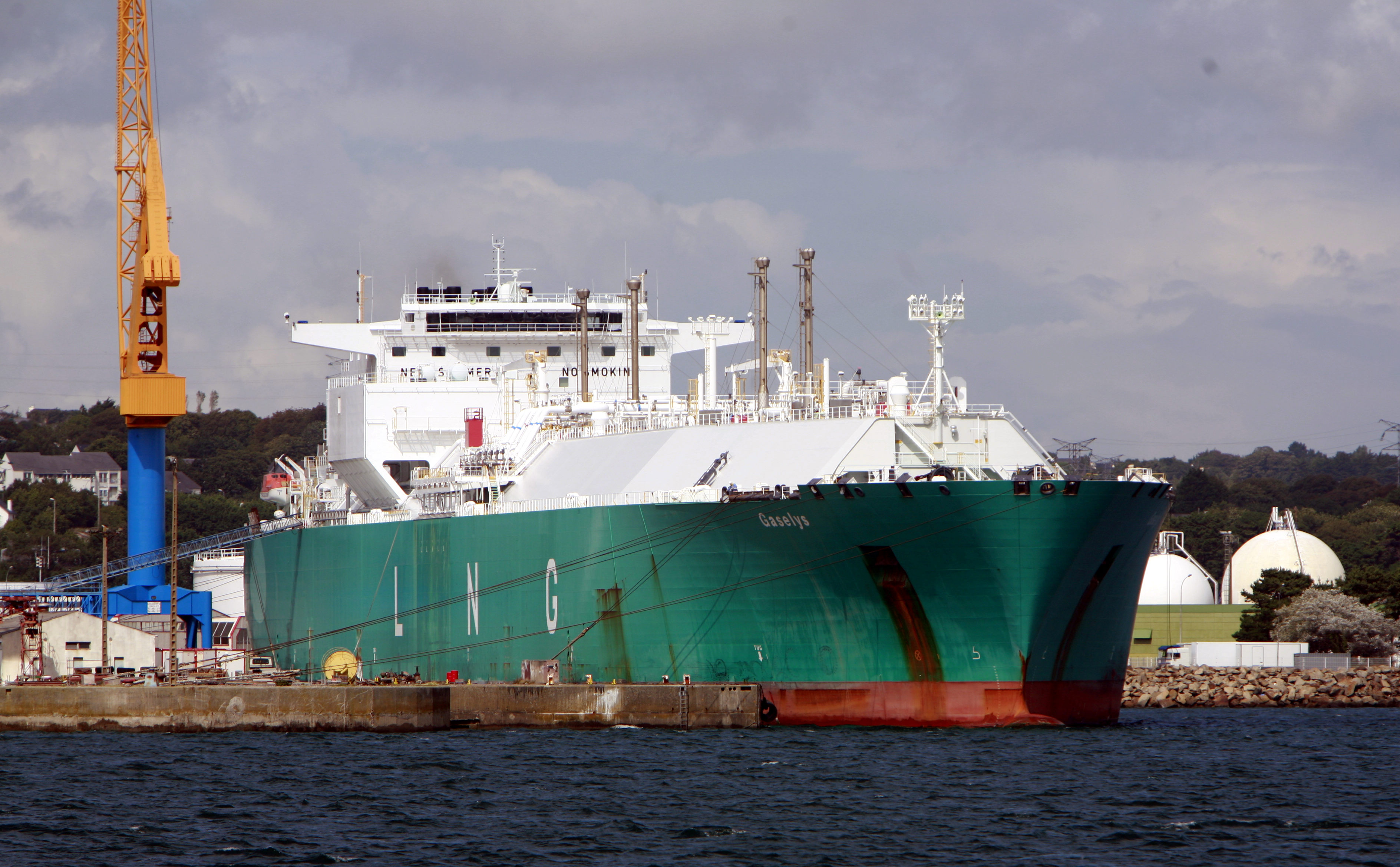
Le méthanier Gaselys, d'une capacité de 154000 m3.

Un méthanier est un navire servant à transporter du gaz naturel liquéfié dans ses citernes. On appelle ces navires aussi LNG (en anglais : Liquefied natural gas) tankers. Il est livré dans des unités portuaires spécialisées dites « port méthanier ».

## Le gaz naturel
Le gaz naturel est présent dans des gisements souterrains, où il côtoie généralement des gisements de pétrole. Il est composé de méthane pour 60 à 95 % (typiquement 95 %), ainsi que d'éthane, de propane, de butane et d'azote. Il a longtemps été négligé car présentant beaucoup moins d'intérêt que le pétrole : il est deux fois plus énergétique par gramme en moyenne que celui-ci mais il est difficile à stocker et à transporter jusqu'au consommateur et son utilisation en chimie organique est limitée. Mais l'envolée des prix du pétrole a favorisé ces dernières années son exploitation à des fins commerciales ; sa production, qui croît régulièrement d'environ 3 % par an, s'établissait en 2005 entre 2 500 et 3 000 milliards de m3.

## Le transport du gaz naturel
Le gaz naturel a longtemps été transporté uniquement par voie de terre via des gazoducs. Différents facteurs ont favorisé ces dernières années le développement du mode de transport maritime qui croît plus vite que le transport par gazoduc : l'éloignement des champs de production par rapport aux zones de consommation, la souplesse apportée par ce mode de transport. Aujourd'hui le transport par méthanier a une part modale un peu inférieure à 10 % du volume de gaz transporté. Les principales routes fréquentées par les méthaniers relient les champs de production de l'Indonésie au Japon, ceux du Proche-Orient aux pays développés (Japon, Europe, États-Unis), ceux du Nigeria et de l'Algérie à l'Europe.

### Traitement du gaz brut
Tous les gisements sont équipés d’installations de séchage. On peut alors décomposer le processus en deux étapes :
1. Désulfuration du gaz c’est-à-dire élimination du sulfate d'hydrogène ;
2. Fractionnement par distillation du gaz désulfuré : on obtient de l’éthane, du propane, du butane, des essences et le gaz épuré, qui est constitué de méthane pratiquement pur.

### Mode de transport

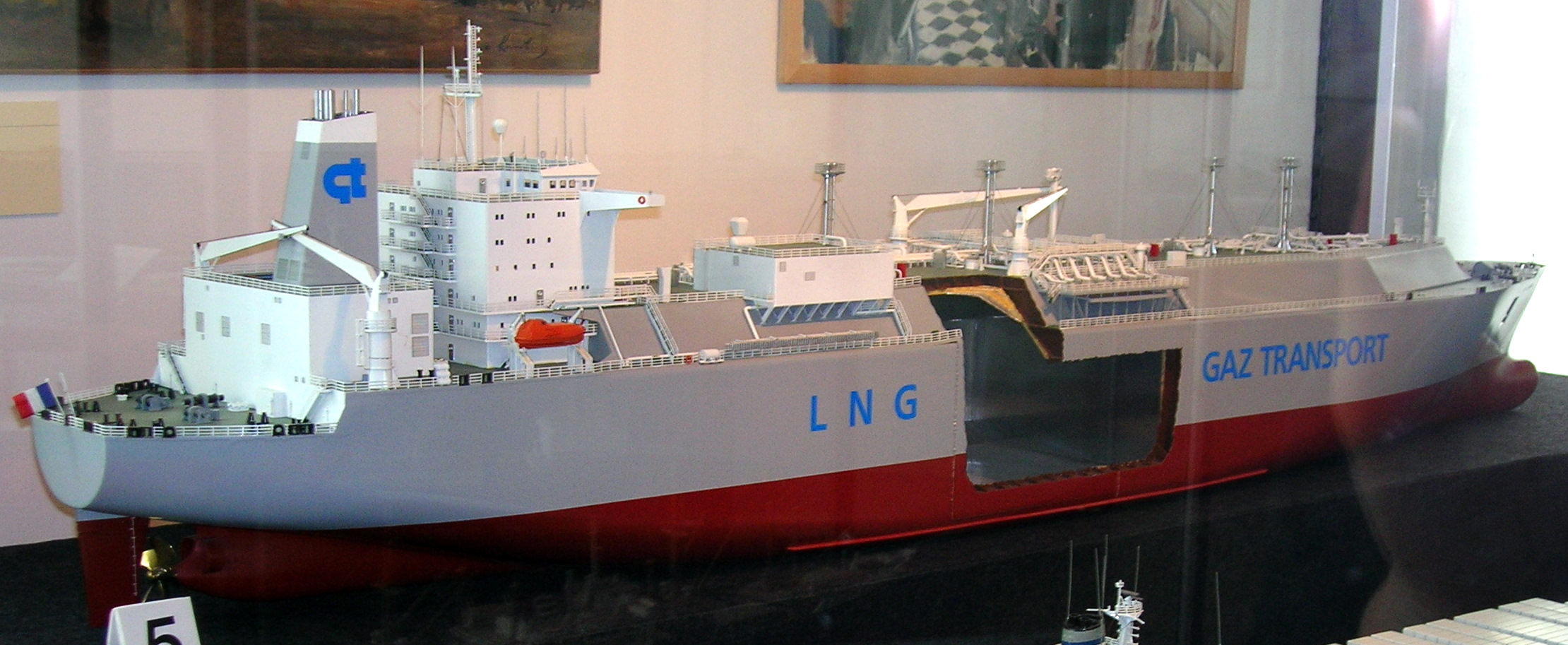
Maquette d'un méthanier de 130000 m3. Musée de la Marine, Paris.

À température et pression ambiante, le gaz naturel possède une masse volumique très faible. Ainsi, pour le transporter dans des conditions économiquement viables, il est nécessaire d'augmenter sa masse volumique.
Il y a deux méthodes permettant d'augmenter la masse volumique et la densité du gaz naturel :
- en le liquéfiant : pour le conserver à l'état liquide, sa température est maintenue à environ −162 °C ;
- en augmentant la pression.

Pour le transport du gaz naturel liquéfié (GNL), c'est la première méthode qui est retenue. Le GNL est ainsi transporté à pression atmosphérique à la température de −162 °C. Cette température est maintenue en confinant le gaz liquéfié dans des citernes comportant un isolant thermique. L'isolation ne peut empêcher qu'une partie de la cargaison se réchauffe et repasse à l'état gazeux durant le transport à raison, en moyenne, de 0,15 % du volume total par jour. Le gaz qui s'échappe est selon le type de méthanier et la quantité évaporée, soit brûlé pour la propulsion du méthanier, soit libéré dans l'atmosphère au moyen de mâts de décharge, coiffant les cuves, afin d'évacuer ce gaz à l'atmosphère en toute sécurité. Sur certains modèles récents le gaz est reliquéfié.
Le méthane liquide a une densité particulièrement faible de 442 kg/m3. Pour un même tonnage, ses citernes occupent un volume beaucoup plus important que sur un pétrolier.

### Le méthanier: un navire aux caractéristiques typées
Un méthanier présente de nombreuses particularités découlant des caractéristiques physiques du GNL, de la dangerosité de ce type de cargaison et de sa température de stockage.
Du fait de la faible densité du GNL qui nécessite de grands volumes, le méthanier est un navire haut sur l'eau. Sa cargaison est transportée généralement dans quatre ou cinq cuves. En 2006 le plus grand méthanier du monde de l'époque, le Provalys livré à Gaz de France, avait une capacité de 154 500 m3 pour une longueur de 290 m, une largeur de 43 m, un tirant d'eau de 12 m et un tirant d'air de 40 m. Actuellement[Quand ?] le plus grand méthanier du monde vient du Qatar, le Al Mayeda, pouvant transporter 267 000 m3 de GNL, avec une longueur de 345 m et une largeur de 45 m. La Chine est en train[Quand ?] de mettre en service le nouveau tenant du titre mondial avec un méthanier d'une capacité de 270 000 m3. Les méthaniers se déplacent généralement à une vitesse moyenne de 19 nœuds.
Le GNL s'il arrive à s'échapper, à la suite d'une rupture de la coque, s'évapore et peut, à la moindre étincelle, s'enflammer si le mélange air-gaz se trouve dans les limites de combustion (proportion de GNL comprise entre 5 et 15 %). Le navire lui-même ne peut pas exploser, car le GNL qui reste à l'intérieur du navire privé de comburant ne peut pas s'enflammer.
Pour réduire ce risque, le méthanier est pourvu d'une double coque qui permet, en cas d'accident (échouement, collision), de limiter la probabilité qu'une cuve soit éventrée. La cuve elle-même comporte une double barrière remplie d'azote gazeux destiné à empêcher toute réaction avec l'oxygène atmosphérique. Un tel accident n'est jamais arrivé, et les dispositifs de détection de fuite de gaz et de lutte contre l'incendie sont si fiables que le personnel est autorisé à fumer dans les espaces dédiés à l'habitation. Pour limiter l'impact d'une explosion, dans de nombreux pays, dès qu'un méthanier s'est engagé dans un chenal, l'accès au chenal est interdit à tout autre navire (dans le cas où les bateaux se croiseraient). Un bateau peut suivre un méthanier mais en aucun cas le croiser.

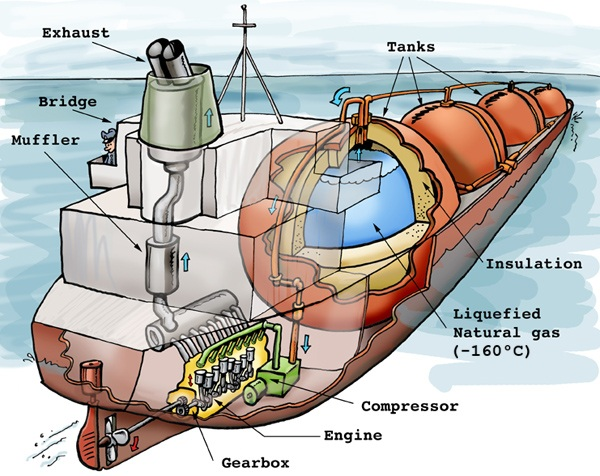
Système de récupération du gaz pour l'utiliser en propulsion.

Les méthaniers sont le plus souvent propulsés par une installation du type machine à vapeur. Ce mode de propulsion tend aujourd'hui[Quand ?] à être remplacé par un moteur diesel utilisant aussi bien des carburants classiques que du GNL. En effet, le gaz naturel liquéfié s'évapore partiellement malgré l'isolation des cuves. Ces pertes sont alors récupérées et alimentent les chaudières, en complément du carburant. De ce fait, vis-à-vis du pétrole, ce type de navire est plus économique et moins polluant, étant donné la meilleure combustion du gaz. Il existe aujourd'hui[Quand ?] de nouveaux types de méthaniers propulsés par un système diesel-électrique; ces installations ayant un meilleur rendement.

## Typologie
En 2010, on compte environ 360 méthaniers en service à travers le monde.
Il y a actuellement trois types de méthaniers correspondant chacun à une technique de fabrication des cuves : les méthaniers à membrane, à sphères et les Prismatic IHI.
Pour le premier système, les cuves sont intégrées à la coque du navire. Dans les deux premiers cas, il existe une membrane dite secondaire qui retient le gaz liquide en cas de rupture de la membrane primaire.
Deux types de systèmes d'isolation (membrane, caisson d'isolation et seconde barrière) ont été développés par une société française, Gaztransport et Technigaz (GTT) : NO96 et MarkIII. Un troisième système (CS1) a été récemment mis en service (2006), et il existe actuellement trois navires de ce type en service.

### Méthaniers à membrane (type «membrane», et non type «A»)

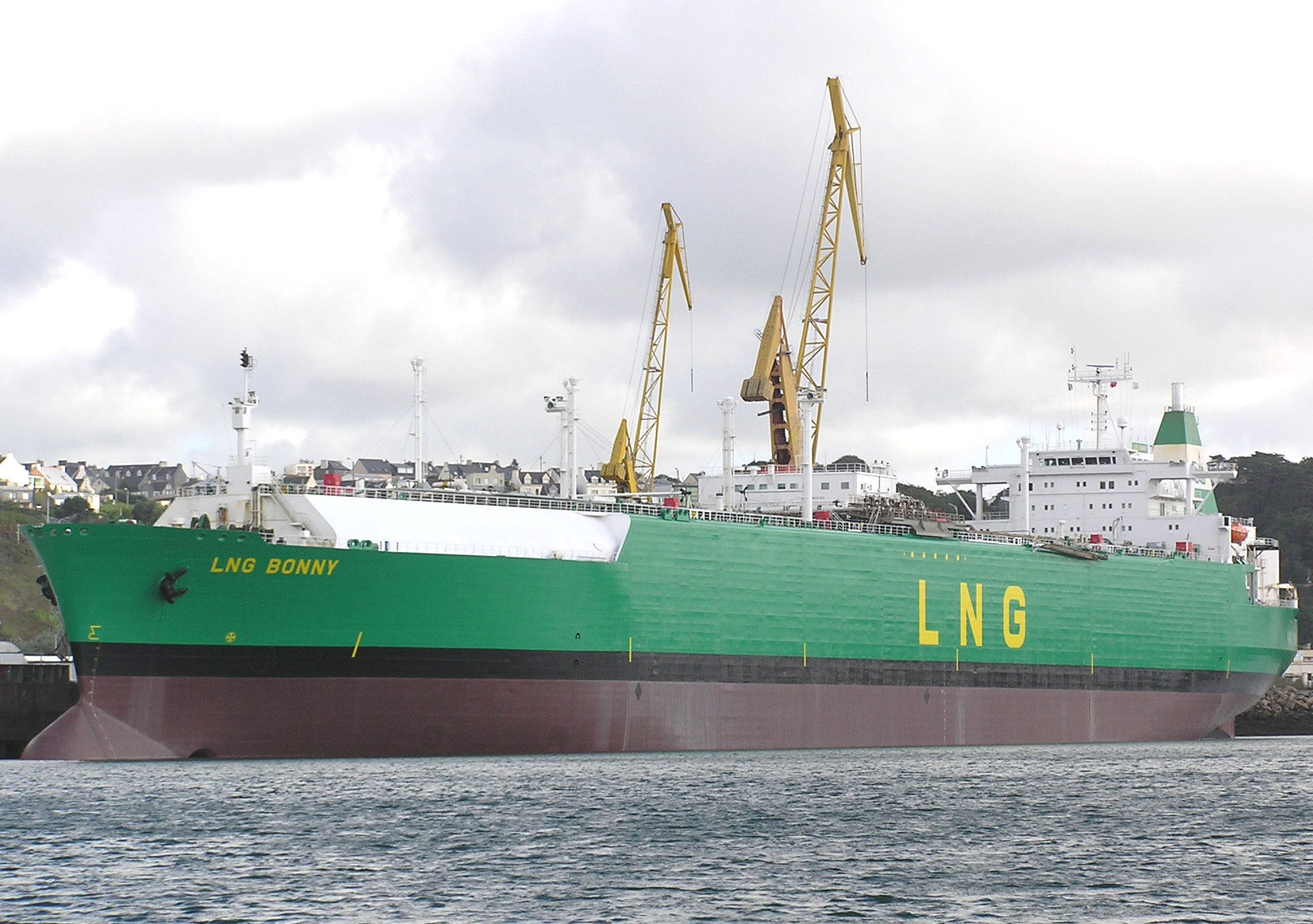
Le méthanier à membrane LNG Bonny (procédé Gaz Transport) à Brest.

- Membrane inox (système Technigaz) : les cuves (en général au nombre de quatre) sont isolées par des blocs de mousse polyuréthane renforcée recouverte par une membrane en inox de 1,2 mm gaufrée. La forme ondulée de la membrane permettant d’absorber les efforts dus à la contraction thermique de l’inox pendant le transport du gaz à l’état liquide (−163 °C). Exemple de méthanier de ce type : Mark III.
- Membrane Invar (système Gaz Transport) : dans ce système, l’isolation est réalisée à l'aide de caissons de contreplaqué remplis de perlite (billes de roche volcanique) ou de laine de verre recouverte d’une membrane en Invar d'une épaisseur de 0,7 mm, le tout en deux couches. L'Invar est un alliage composé d'approximativement 36 % de nickel, ce qui réduit son coefficient d'expansion thermique (limite les forces de traction internes dues à la dilatation/rétraction du métal). L'aspect n'est donc plus gaufré étant donné qu'il y a moins de tensions mais s'approche plus d'un plancher à lattes parallèles. La déformation du métal n'a pas lieu, à la différence des membranes inox.

Il existe d'autres systèmes à membrane développés en interne, notamment par GTT ; c'est une combinaison des membranes Invar et de l'isolation polyuréthane. Isolation des cuves (Invar ou inox) : la citerne doit être vue comme une double succession d'une membrane (Invar ou inox) et d'un caisson de contreplaqué (épaisseur d'environ 20 cm). La première isolation (la plus proche de la cargaison) est appelée inter-barrier space, la seconde (plus proche de l'eau) insulation space. Ces deux épaisseurs sont « inertées » à l'azote (diminution de la concentration d'oxygène sous 2 %, en augmentant celle de l'azote, afin d'éviter tout risque d'ignition ou d'explosion).
Les navires à membranes constituent en 2009 plus de 60 % de la capacité de transport mondiale de GNL et plus de 85 % en termes de navires du carnet de commande. Cette technologie est la seule qui ait permis à ce jour la réalisation de navires de grande dimension de type QFLEX (210 000 m3) et QMAX (260 000 m3) qui desservent actuellement les consommateurs à partir de gaz extrait et liquéfié au Qatar.

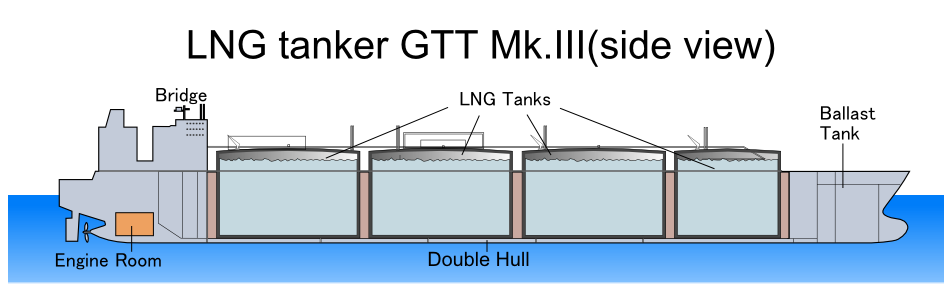
Vue en coupe d'un méthanier GTT mark III.

### Méthaniers à sphère (types B et C)

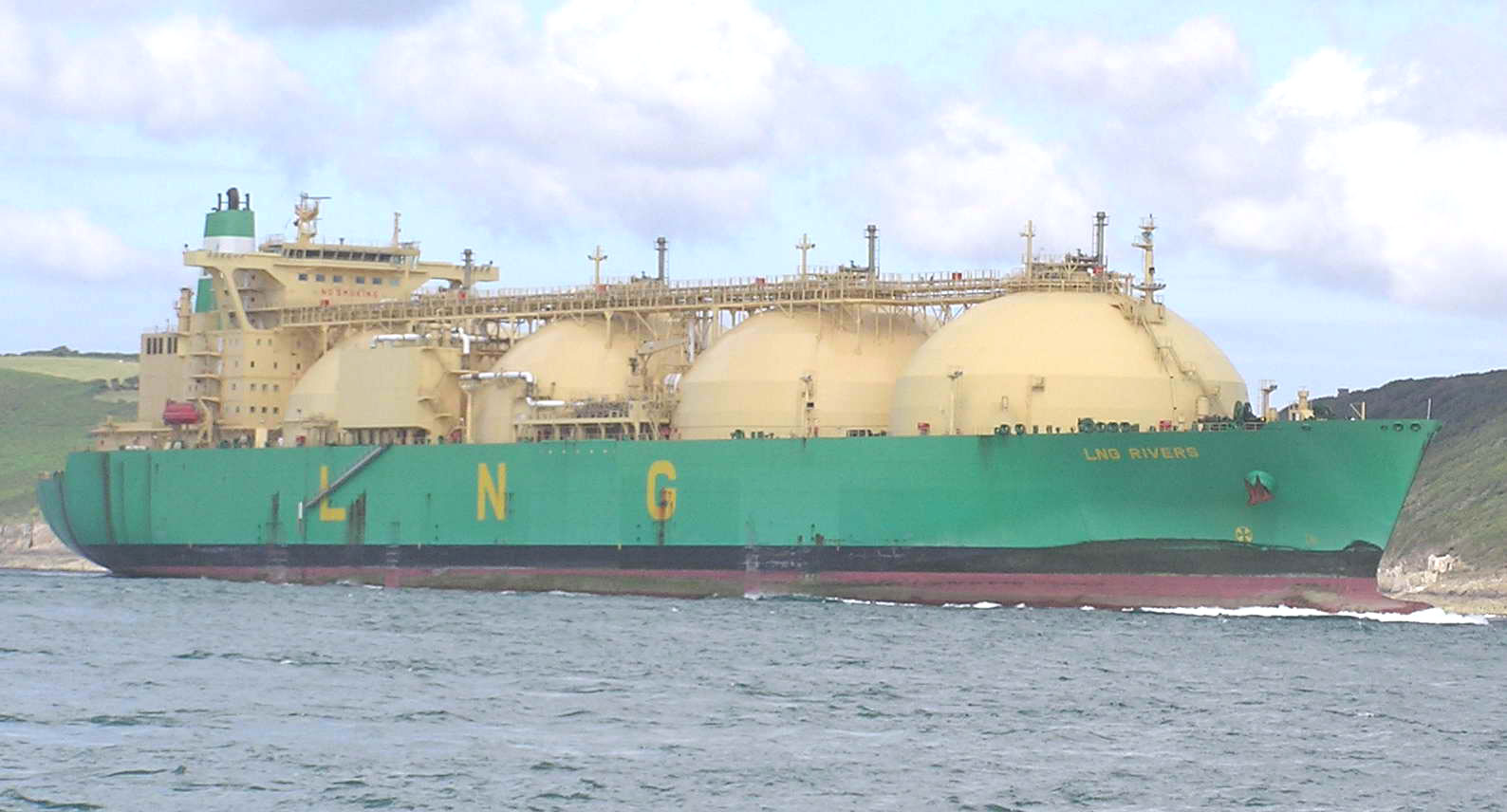
Le méthanier à sphères LNG Rivers dans le goulet de Brest.

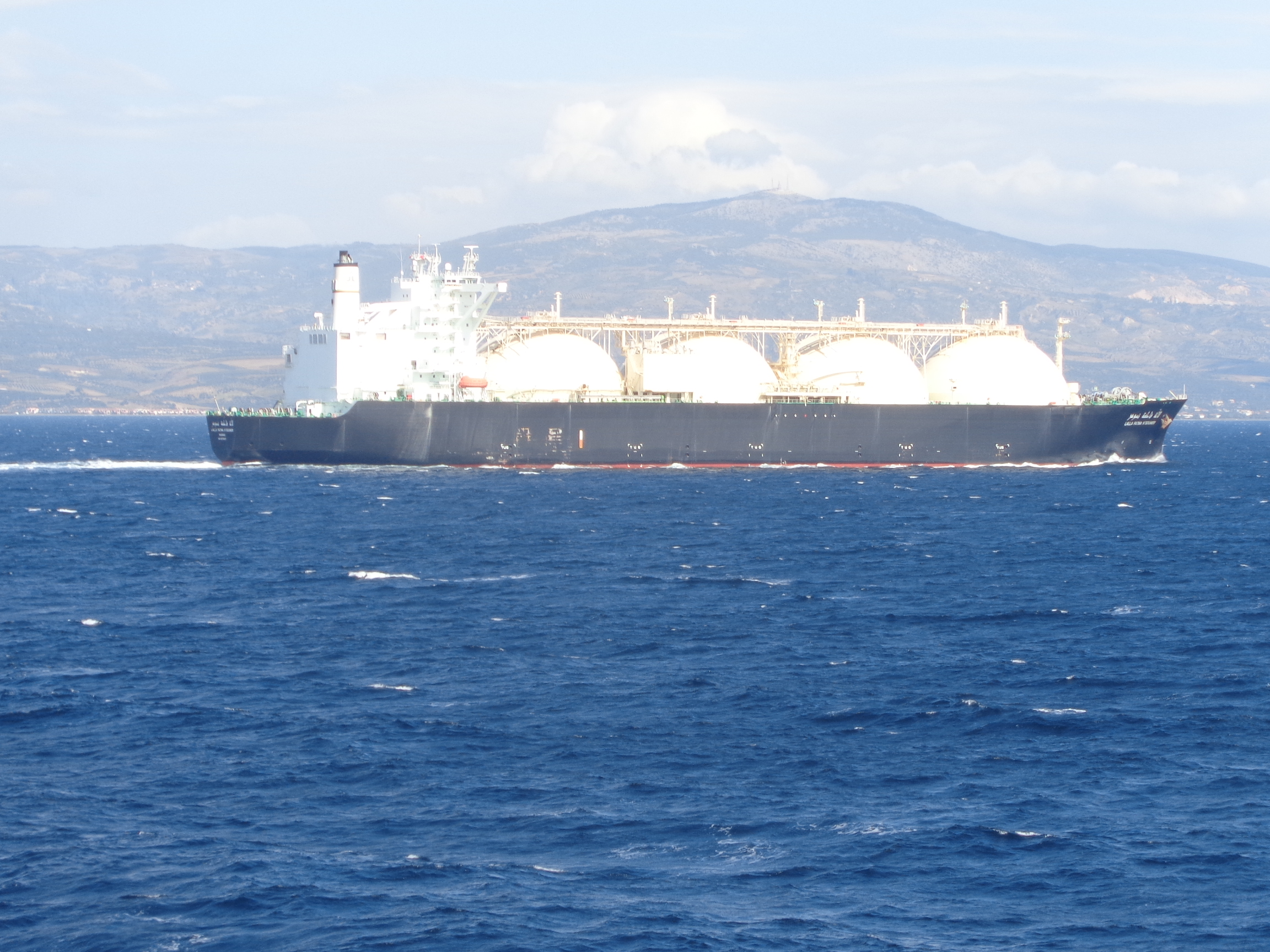
Le méthanier algérien Lalla Fatma N'Soummer

Les méthaniers à sphère se composent de quatre à cinq cuves sphériques en aluminium recouvertes d'une isolation. Les sphères ne sont pas intégrées à la coque et dépassent du pont du navire.
Les méthaniers à sphère sont également appréciés par les armateurs et sont moins sensibles au phénomène de carène liquide que les navires à membrane. Toutefois, cette particularité ne constitue aucunement un avantage dans l'utilisation des cuves des navires à sphère avec des remplissages partiels, ces dernières étant (autant) sensibles (que les membranes) aux chocs thermiques résultant du balayage des parois de cuve par le liquide froid. Par ailleurs, à capacité de transport égale, les navires à cuves sphériques sont plus longs, plus larges et plus lourds que leurs concurrents à membrane, ce qui justifie en grande partie la préférence mondiale pour la technologie française à membrane. Par contre, les méthaniers en type B n'ont jamais eu aucun problème de carène liquide, ce qui est assez fréquent sur les membranes, et peut conduire à la perte du navire.
- Sphérique type B : même principe que Prismatic, mis à part que ces citernes sont sphériques.
- Sphérique type C : ces citernes sont prévues et renforcées pour transporter le gaz liquéfié par compression.

Vues en coupe d'un méthanier à sphère
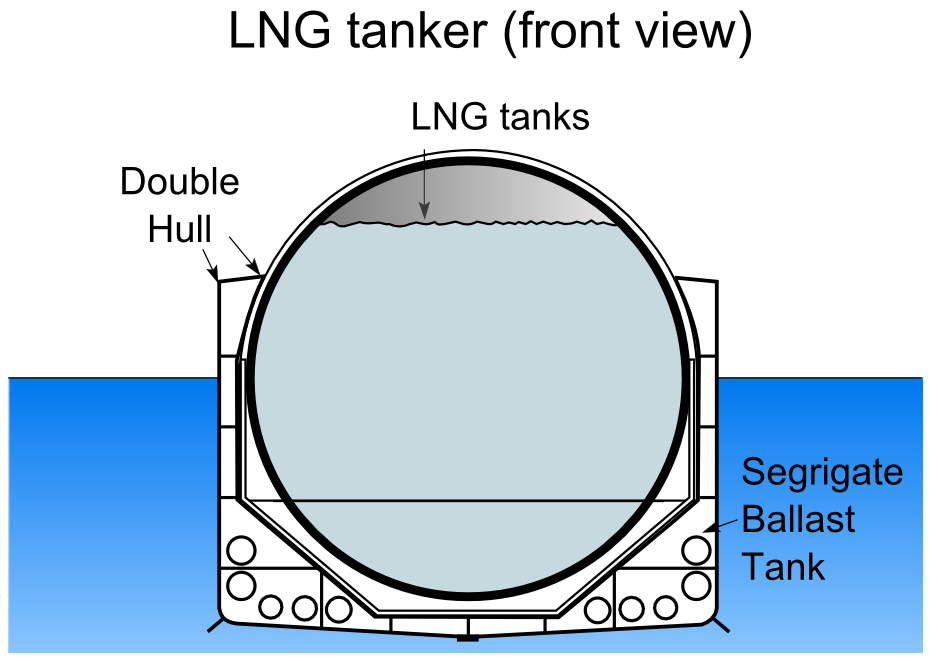
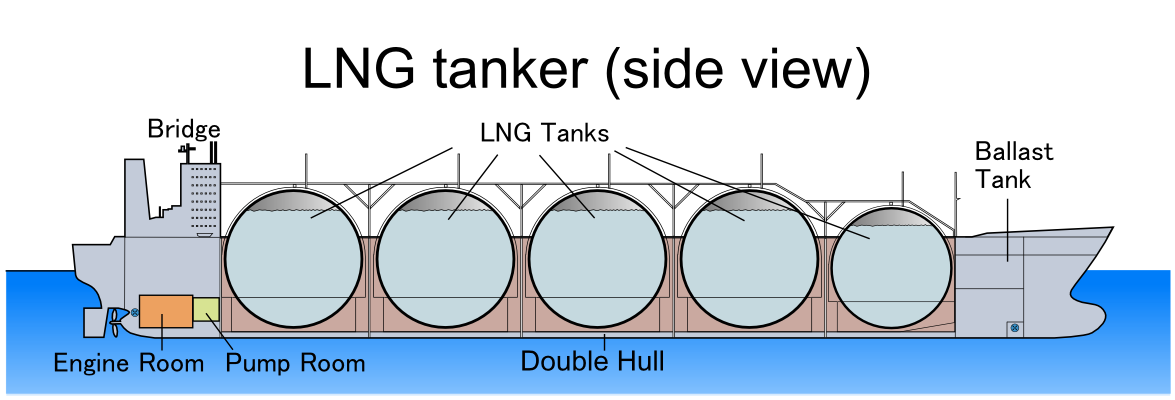

### Méthaniers prismatiques (type B)
Les méthaniers prismatiques SPB (pour Self-supporting Prismatic independent type B tank) utilisent un réservoir prismatique en aluminium à 9 % de nickel indépendant de la coque. Ce principe est utilisé par le Japonais IHI sur le Polar Eagle et l’Artic Sun, et le coréen Samsung HI qui en construit trois pour Flex LNG (2009).
Techniquement, le réservoir est compartimenté par des cloisons, étanches dans le sens transversal (afin d'éviter le phénomène de carène liquide), et ajourées dans le sens longitudinal. Une telle conception résout les problèmes de ballottement propres aux cuves prismatiques qui apparaissent en cas de remplissage partiel, tout en conservant leur compacité. Mais surtout, ce compartimentage agit comme des membrures internes et assure la rigidité du réservoir. Celui-ci est donc auto-porteur, et n'est en contact avec la coque qu'au niveau de quelques plots de supportage : dans le chantier naval, la cuve est simplement déposée finie dans la coque.
Les renforts étant à l'intérieur, la peau extérieure du réservoir est lisse, à l'exception des quelques endroits où est repris le supportage. L'isolation n'est donc pas contrainte par la présence de renforts et peut donc être plus efficacement conçue. Enfin, l'espace entre le réservoir et la coque est libre, ce qui permet de contrôler aisément l'état de l'isolant.

## Constructions
La plupart des méthaniers sont fabriqués en Asie. La Corée du Sud est dans les années 2000 en tête des productions mondiales avec les chantiers navals de Daewoo, Samsung et Hyundai. Le Japon est le second producteur.
Au début des années 2000, les plus grands en service avaient une capacité d'environ 140 000 m3. Puis les Chantiers de l'Atlantique à Saint-Nazaire ont livré deux navires plus grands : le Provalys, livré le 14 novembre 2006 et le Gaselys (sister-ship du Provalys), livré le 5 mars 2007 : (longueur de 290 m, largeur de 43,5 m et un tirant d'eau de 11,7 m, pour une capacité de 154 000 m3.
En 2011, les capacités des navires ont considérablement augmenté. Le méthanier Rasheeda, un Q-max, mis en service en octobre 2010, a une capacité de 266 000 m3 et en fait l'un des plus grands au monde.